# برجانی (بروس)
برجانی (به صربی: Brđani) یک منطقهٔ مسکونی در صربستان است که در بروس واقع شده‌است. برجانی ۱۹۸ نفر جمعیت دارد.